# Karsten Härtel

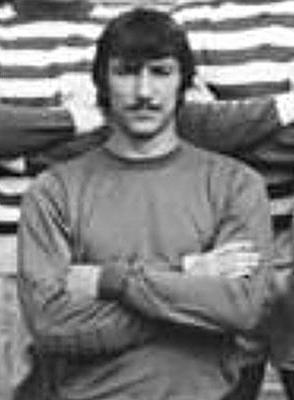
Härtel 1983 im Oberligaaufgebot des FC Carl Zeiss Jena

Karsten Härtel (* 4. April 1961) ist ein ehemaliger deutscher Fußballtorwart. In der DDR-Oberliga, der höchsten Spielklasse im DDR-Fußball, spielte er von 1987 bis 1989 für den Halleschen FC Chemie. Härtel ist 15-facher DDR-Juniorennationalspieler.

## Sportliche Laufbahn
Karsten Härtel begann seine fußballerische Laufbahn bei der Betriebssportgemeinschaft (BSG) Traktor in der Prignitz-Gemeinde Berge. 1975 schloss er sich dem FC Carl Zeiss Jena an. Zwischen 1977 und 1979 gehörte er dem Kader der DDR-Juniorennationalmannschaft an, für die er in 15 Länderspielen im Tor stand. Von 1978 bis 1983 war der 1,84 m große Härtel Torwart der Nachwuchsoberliga-Mannschaft des FC Carl Zeiss. Obwohl er auch für die Spielzeiten 1981/82 und 1983/84 bis 1986/87 als zweiter Torwart der Oberligamannschaft nominiert worden war, bestritt er für die Jenaer kein einziges Oberligaspiel. Gegen die Nationaltorhüter Hans-Ulrich Grapenthin und Perry Bräutigam war er chancenlos.
Als 1983 die Nachwuchsoberliga aufgelöst wurde und deren Teams als 2. Mannschaften ihrer Klubs in die jeweiligen Bezirksligen eingestuft wurden, spielte Härtel mit dem FC Carl Zeiss Jena II 1983/84 zunächst in der drittklassigen Bezirksliga Gera, stieg aber bereits nach einer Spielzeit in die DDR-Liga auf. Auch dort stand er in Konkurrenz zu Perry Bräutigam und hatte mit 16:14 Einsätzen nur einen knappen Vorsprung. 1985/86 musste sich Härtel das Jenaer Tor mit dem vier Jahre jüngeren Ralf Schumann teilen und kam in den 34 Punktspielen nur 15-mal zum Einsatz. Nach nur vier Einsätzen in der Hinrunde der Saison 1986/87 wechselte Härtel zum Ligakonkurrenten Hallescher FC Chemie.
In Halle musste Härtel die nicht einsatzbereiten Torhüter Jens Adler und Michael Walther ersetzen und bestritt zunächst elf Punktspiele. Am Saisonende stand der HFC als Aufsteiger in die Oberliga fest. In der Oberligasaison 1987/88 war Härtel unbestritten die Nummer eins im Hallenser Tor, er wurde in allen 26 Punktspielen eingesetzt. Auch für die Spielzeit 1988/89 war er wieder als Torwart Nummer eins vorgesehen, konnte aber erst zum Saisonende in fünf Oberligaspielen eingesetzt werden. Obwohl auch für 1989/90 als erster Torwart nominiert, kam Härtel überhaupt nicht in der Oberliga zum Einsatz.
Nach der politischen Wende von 1989/90 nutzte Härtel die neue Möglichkeit, sich in Westdeutschland niederzulassen. Zunächst schloss er sich 1990/91 dem Landesligisten VfL Rheinbach an. Anschließend spielte er ebenfalls eine Saison (1991/92) bei Ligakonkurrenten SC Brück. In den Spielzeiten 1992/93 bis 1995/96 war Härtel Torwart beim drittklassigen Regionalligisten Alemannia Aachen. Seine Laufbahn als Leistungsfußballer beendete Härtel 1996/97 beim Regionalligisten Bonner SC.